# 第六代哈伍德伯爵亨利·拉塞爾斯
第六代哈伍德伯爵亨利·拉塞尔斯，KG，GCVO，DSO，TD，JP，DL（英语：Henry George Charles Lascelles, 6th Earl of Harewood，1882年9月9日—1947年5月23日），第六代哈伍德伯爵。他的先祖都是哈伍德伯爵。1922年，他娶英王乔治五世之女玛丽长公主，有两子，他的继承人是他的长子，第七代哈伍德伯爵。

## 生平
拉塞尔斯是第五代哈伍德伯爵亨利·拉塞尔斯与第三代布拉德福伯爵奥兰多·布里奇曼的女儿佛罗伦斯·布里奇曼的儿子。他的祖父为第四代哈伍德伯爵亨利·拉塞尔斯。他出生在外祖父于伦敦贝尔格雷夫广场43号的家中。

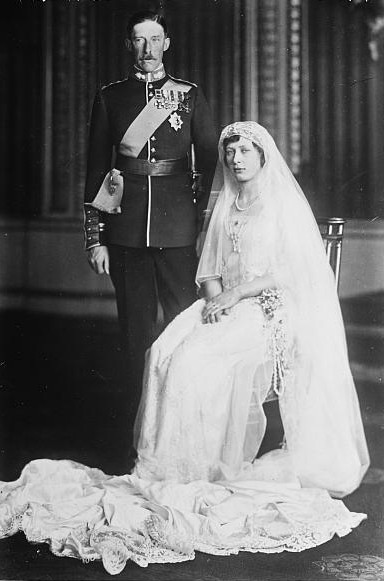
哈伍德伯爵与玛丽公主的结婚照

哈伍德伯爵于1922年2月28日在威斯敏斯特大教堂与玛丽长公主（乔治五世和玛丽王后的独女）结婚。他的伴郎是第三代从男爵维克多·麦肯齐爵士。

### 军事生涯

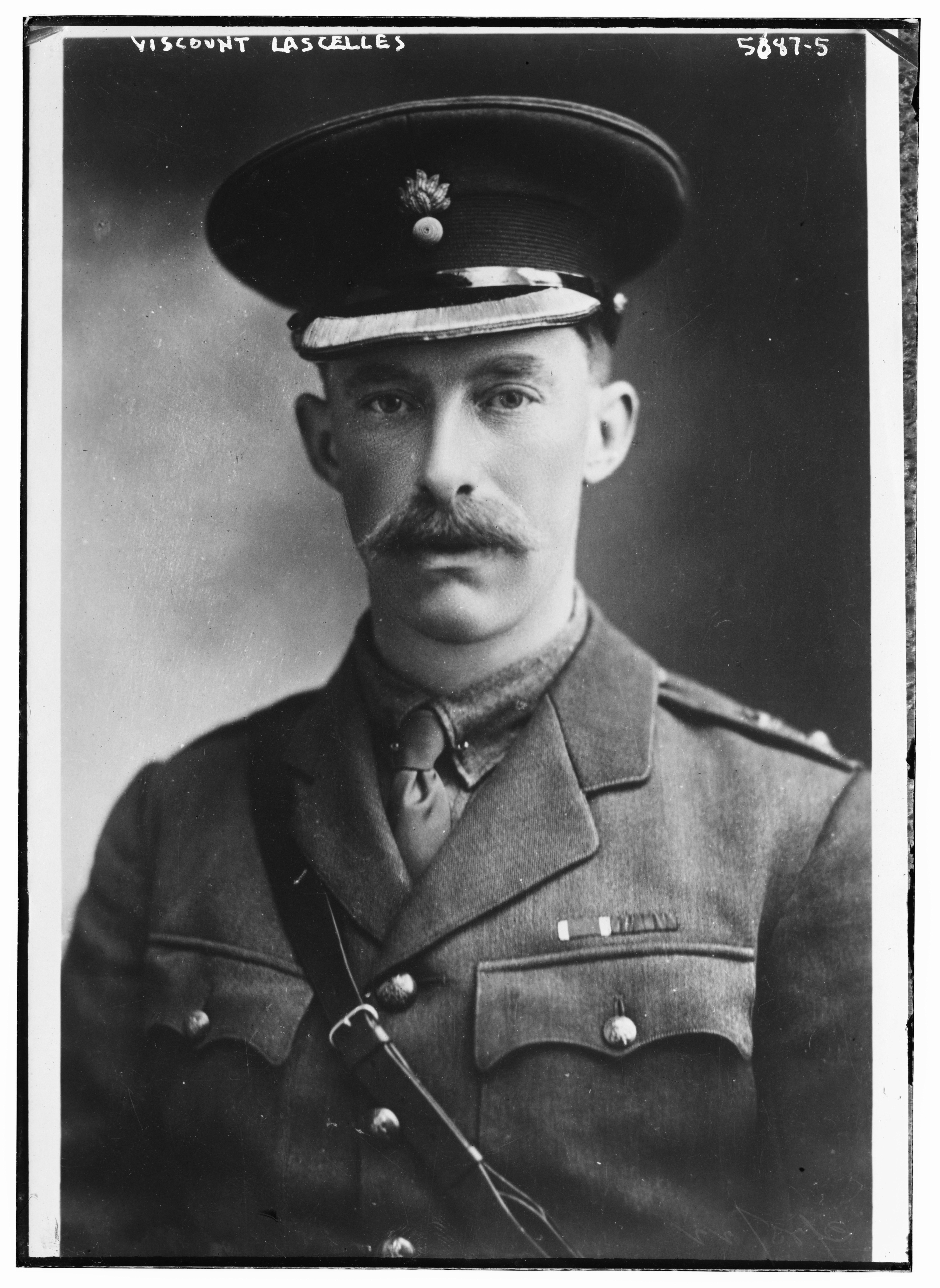
第六代哈伍德伯爵亨利·拉塞尔斯

在伊顿公学接受教育后，拉塞尔斯进入了桑德赫斯特皇家军事学院，然后在1902年2月12日被任命为掷弹兵卫队的少尉，任职至1905年。从1905年至1907年，他是英国驻巴黎大使馆的名誉随员，随后他担任加拿大总督第四代格雷伯爵阿尔伯特·格雷的助手，直到1911年。
1913年，他加入本地陆军，担任约克郡轻骑兵团中的少尉一职。1914年，他被提升为军官预备役中尉。第一次世界大战爆发后，他继续在义勇骑兵团服役，直到1915年4月他重新加入掷弹兵卫队以便在西线服役。即便如此，他仍继续在该军团内服役，于1917年晋升为上尉。战后他于1920年晋升少校，并于1924年退役。

### 退役后生活
战争结束后，拉塞尔斯仍然对约克郡当地的问题和事件感兴趣，常常为利兹管理委员会做出了贡献。他也曾担任约克郡农村社区委员会主席。除此之外，拉塞尔斯从1927年起开始担任约克郡西区的郡尉直到去世。
1929年在哈罗盖特举行皇家农业展时，拉塞尔斯担任了英国皇家农业学会主席。

### 政治生涯
作为拉塞尔斯子爵，他于1913年试图进入下议院。他在1913年基斯利补选中作为保守党候选人参选。（自由党现任议员斯坦利·巴克马斯特爵士被任命为副检察长）在包括一名工党候选人的三角斗争中，他以878票的优势排在巴克马斯特之后。
拉塞尔斯没有再次寻求选举，他的失败导致了后来对政治的厌恶。拉塞尔斯在晚年时宣称“英国卷入的每场战争都是政客效率低下造成的，他们开始了士兵们得面对那些不得不结束的事情”。
在继承了他父亲的伯爵爵位后，拉塞尔斯成为了上议院的成员。

## 头衔、称号、荣誉和纹章

第六代哈伍德伯爵亨利·拉塞尔斯的纹章